# Motorkerékpáros személyi védőfelszerelés

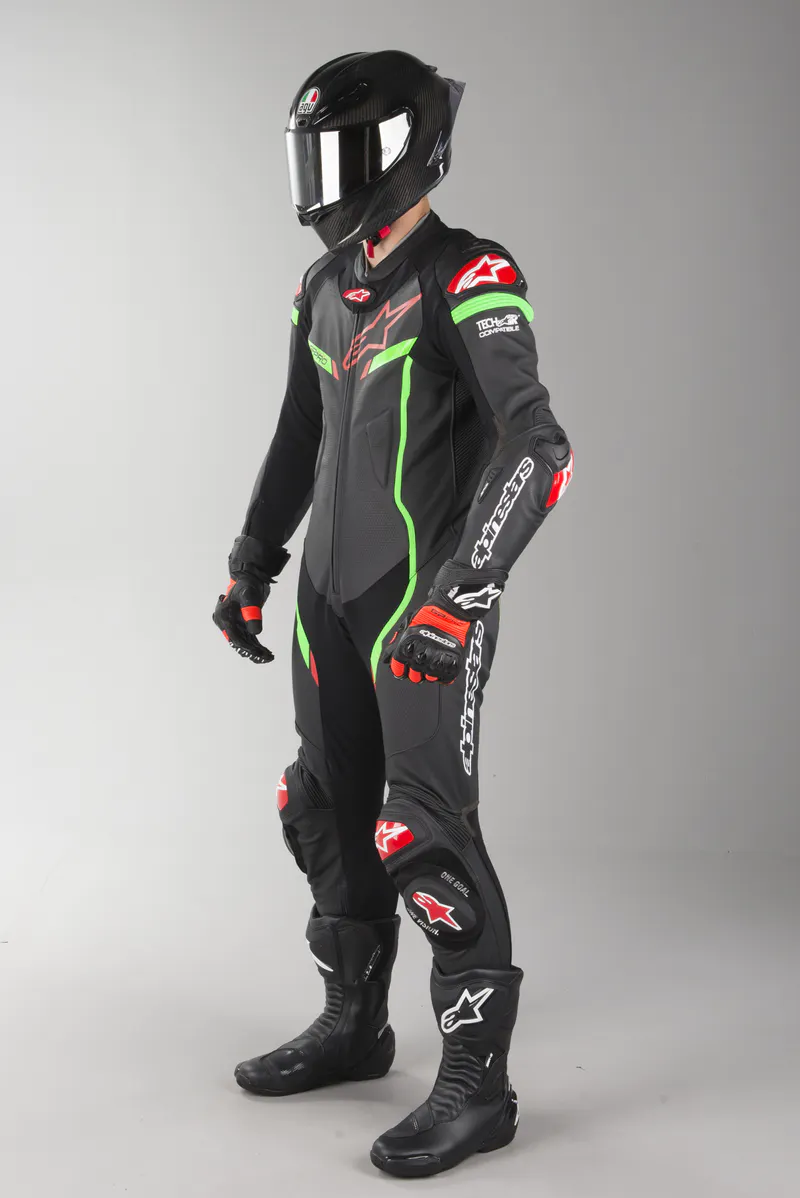
Motorkerékpáros teljes védőfelszerelésben

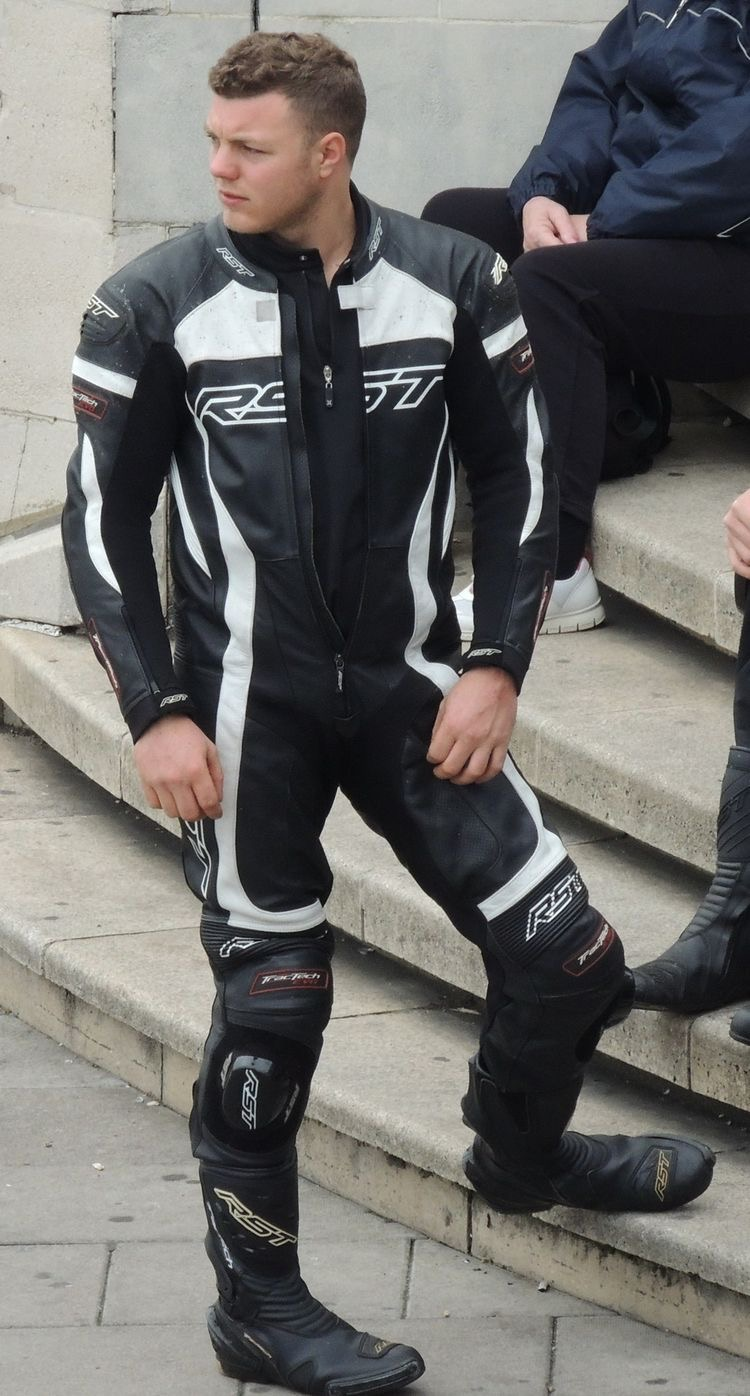
Motoros férfi, felszerelésben: a motorról leszállva is kényelmesen hordható

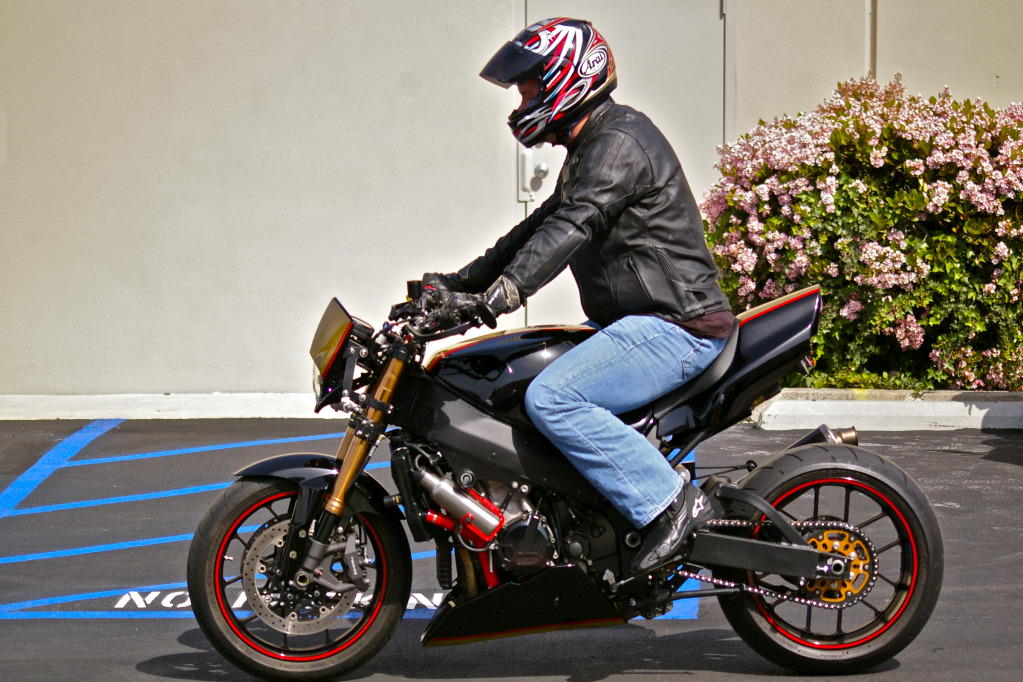
Motorkerékpáros hiányos védőfelszerelésben: a farmernadrág nem ad kellő védelmet a térdízületnek

A motorkerékpár mind a balesetek, mind a halálos kimenetelű balesetek szempontjából a legveszélyesebb közlekedési eszköz, maga a motorkerékpár pedig a többi gépjárműhöz képest csekély passzív védelmet nyújt, ezért a motorkerékpár-vezetők biztonsága szempontjából – vezetéstechnikai ismereteik mellett – kiemelkedő szerepe van a motorkerékpáros személyi védőfelszerelésnek. A védőfelszerelések közé tartozik a bukósisak, a kesztyű, a kopásálló ruházat, a csizma és a különféle protektorok. A motoros védőfelszerelés régebben többnyire csak a bukósisakot jelentette, de azóta – különösen a motorkerékpársportban szerzett tapasztalatokra építkezve - jelentős fejlődésen ment keresztül. A legmodernebb kopásálló anyagokat használják fel a gyártók, de néhány hagyományos anyag (mindenekelőtt a bőr) szerepe sem csökkent. Nincs alapvető különbség a hétköznapi motorosok és a versenyzők számára gyártott felszerelések között, eltérés inkább a felhasználás területe szerint jelentkezik (pálya, utcai, offroad). A motoros balesetek számának növekedésével és a technika fejlődésével a jogi szabályozás is igyekszik lépést tartani: egyfelől különféle szabványokat ír elő a biztonsági felszerelések gyártóinak, másfelől kötelezi a motorosokat ezek viselésére.
A bukósisak az egyetlen motoros védőfelszerelés, amelynek viselése Magyarországon 1964 második félévétől kötelező, elmulasztása 10-30 000 Ft bírsággal sújtandó. A szabályozás a többi fejlett országban is hasonló, fontos kivétel az USA, amelynek néhány államában nem kötelező a bukósisak-viselet.

## Bukósisak

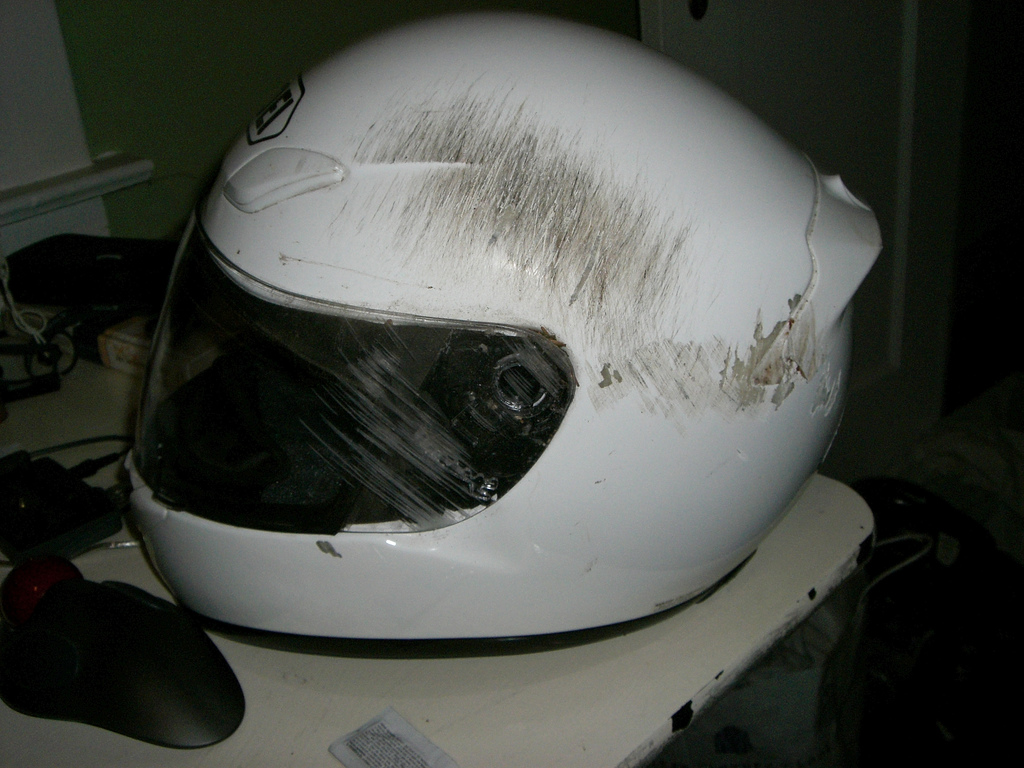
Bukósisak esés után (Shoei)

A bukósisak a motoros fejét védi, így elsődleges szerepe az ütközéskor fellépő gyorsulás csökkentése, egy baleset/ütközés során a fejet érő erőhatás energiájának elnyelése. Magyarországon kötelező a bukósisak viselése. A modern bukósisak héjszerkezete alapvetően egy ütéselvezető és egy ütéselnyelő (többnyire habosított polisztirol) részből áll: az előbbi elvezeti a sokk energiáját a becsapódási pontból, az utóbbi deformálódva nyeli el az ütközés energiájának egy részét. Ezek miatt a bukósisak szigorúan egyszer használatos: az egyszer már deformálódott polisztirol újabb ütközést nem tud kivédeni.
Emellett a bukósisaknak megfelelő kilátást, szellőzést, szél-, zaj-, bogárvédelmet és illeszkedést kell biztosítania. A héj kiképzése alapján vannak zárt, felnyitható és nyílt bukósisakok. Legnagyobb a szilárdsága a zárt sisakoknak, de kényelmük miatt a nyílt és felnyitható kivitel is népszerű. A szemet felnyitható plexi védi, ennek hiányában szemüveget kell hordani. Az offroad sisakok speciális formájú, napellenzős, plexi nélküli zárt sisakok, melyekhez speciális szemüveget hordanak. A sisakok szellőzése beömlőkön keresztül történik. A menetszél okozta mechanikai és zajterhelést a megfelelő formával lehet csökkenteni. A rovarok ellen az állrésznél lévő bemenetet elzáró rovarhálóval lehet védekezni. Hosszabb távon a sisak súlya is számít: a könnyebb sisakok kevésbé terhelik meg a nyakat. A sisak kényelmes kiképzése, a fejformához való illeszkedése, a megfelelő méret kiválasztása azért fontos, mert bármilyen fennálló kényelmetlenség elvonja a motoros figyelmét.
Problémát jelent a bukósisak tisztítása. Ami a belsőt illeti, ezt vagy kivehető béléssel oldják meg, vagy maszkot (balaklava) hordanak alatta. A bukósisak külsejét vízzel és finom szappannal lehet tisztítani (bogármentesíteni), lehetőleg a használat befejeztét követő rövid időn belül. Bármilyen agresszívabb vegyszer (sav, lúg, szerves oldószer) használata kerülendő, mert megtámadja és gyengíti a héj anyagát. A plexi tisztításánál emellett ügyelni kell a felület karcmentességének megőrzésére is. Hideg időben gondot jelent a plexi párásodása, amit vagy párásodásgátló bevonattal, vagy a lehelet elterelésével próbálnak kiküszöbölni – változó sikerrel. A sisak rögzítése a fejen egyszerűbb kivitel esetén történhet csattal, a versenysisakoknál a profibb dupla D-gyűrűs rendszer az elterjedt. A sisak tárolása történhet dobozában, sisakzsákban, vagy erre a célra kialakított, gömbben végződő fali sisaktartón.

### Bukósisakmárkák

#### AGV
Az AGV (Amisano Gino Valenza) az egyik legrégebbi, tradicionális bukósisakmárka. A céget 1920-ban alapították, bukósisak gyártásával 1947 óta foglalkoznak. Az első üvegszálas héjszerkezetű (1953), és az első állvédős motoros bukósisak szintén az AGV nevéhez fűződik. 1985-ben elkészítették az első kevlar sisakot Nelson Piquet Forma1-es versenyző részére. A mai napig több mint 130 világbajnoki cím alapozza meg a márka legendás hírnevét.
Híres versenyzők, akik AGV bukósisakot viseltek/viselnek: Valentino Rossi, Marco Simoncelli, Giacomo Agostini, Barry Sheene, Kenny Roberts, Johnny Ceccotto, Angel Nieto, Marcho Lucchinelli, Franco Uncini, Fausto Gresini, Niki Lauda, Emerson Fittipaldi, Nelson Piquet, Randy Mamola és Luca Cadalora.

#### Shoei
A japán cég 1960 óta foglalkozik bukósisak gyártással. Viszonylag kis cég, kevesebb mint 500 embert foglalkoztat világszerte. A Shoei márkához fűződik az első karbon-kevlar bukósisak, valamint a beépített szellőzőrendszer feltalálása is.
Híres versenyzők, akik Shoei bukósisakot viseltek/viselnek: Wayne Gardner, Wayne Rainey, Eddie Lawson, Alex Criville, Chris Vermeulen, Toni Elias.

#### Arai
A korábban is fejvédőkkel foglalkozó japán vállalat 1952-ben készített először motorkerékpáros bukósisakot profi off-road versenyzők részére. Az első felhajtható álló bukósisak szintén hozzá köthető. Jelenleg a Forma1-es versenyzők 50%-át a MotoGP versenyzők 30%-át az Arai szponzorálja.

## Ruházat

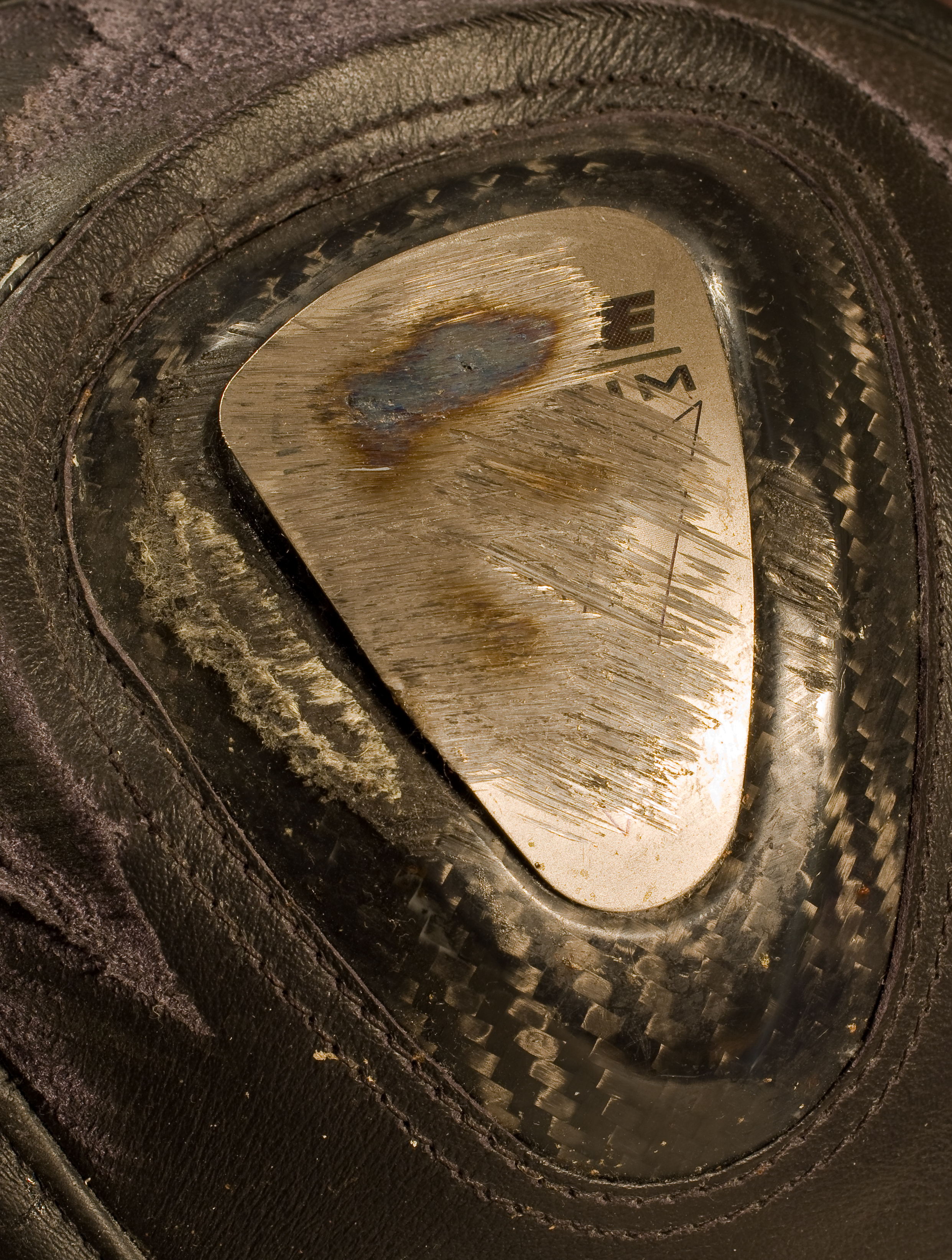
Bőrruha titán vállbetétje esés után (Dainese)

A motoros védőruházat legfontosabb szerepe, hogy ellenálljon az eséskor fellépő súrlódásnak és megvédje viselője bőrét a horzsolástól. Emellett még további követelményeknek is meg kell felelni: megfelelő rugalmassággal kell rendelkeznie, védeni kell az időjárás viszontagságaitól, láthatóvá kell tenni a motorost, lehetőség szerint szellőzzön stb. A kopásállósága miatt mindenekelőtt a bőrt használják, többnyire marhabőrt, drágább ruhákban az ennél is ellenállóbb kengurubőrt. A bőrnek azonban több hátránya is van. Az egyik, hogy nem szellőzik, ezért vannak perforált, „nyári” kivitelű ruhák, illetve szintetikus anyag szövetéből is készülnek ruhák, melyek kopásállósága azonban még nem éri el a bőrét, kényelmességük és viszonylagos olcsóságuk miatt mégis igen elterjedtek. Másik hátránya, hogy kevésbé rugalmas, mint a szövet, így a hajlatoknál szövetből készítik a bőrruhát is. Harmadrészt a bőr kopásállása is véges, így a legkritikusabb pontokon fémbetétekkel (például titán vállbetét) erősítik meg. Offroad motorozásnál, ahol kisebbek a sebességek, viszont sokkal nagyobb mozgékonyságra van szükség, szinte kizárólag textilruházatot használnak.
A motoros ruha szabása sok szemponttól függ: egyrészes („overál”, inkább a sportban kedvelt) vagy kétrészes (kabát és nadrág, ami a hétköznapokban praktikusabb); női vagy férfi; üléspozíció (túra vagy verseny); illeszkedés a csizmához (alá vagy fölé kerül a csizma), aerodinamikai púp (gyorsasági motorozásnál van szerepe) stb. Az offroad ruházat szövet nadrágból és mezszerű felsőrészből áll, amely sokkal kisebb kopásvédelmet nyújt. A motoros ruha kiválasztásánál mindezek figyelembe vételével kell törekedni a maximális illeszkedésre, ami elengedhetetlen a protektorok használhatóságához. A pályamotorozáshoz használt ruhák cserélhető térdkoptatóval is rendelkeznek.
Az egyik legintenzívebb fejlesztési irány a légzsákkal felszerelt dzseki vagy overál, melyet 1976-ban talált fel Straub Tamás. A ruhába egy felfújható párnát építenek, amelyet eséskor egy CO2-patron tölt meg gázzal. A patron vagy a motorhoz csatlakozó zsinór, vagy érzékelők segítségével oldódik ki a motortól való eltávolodás során. A széndioxiddal megtelt párna a motoros vállát, nyakát és gerincét veszi körül.

## Kesztyű

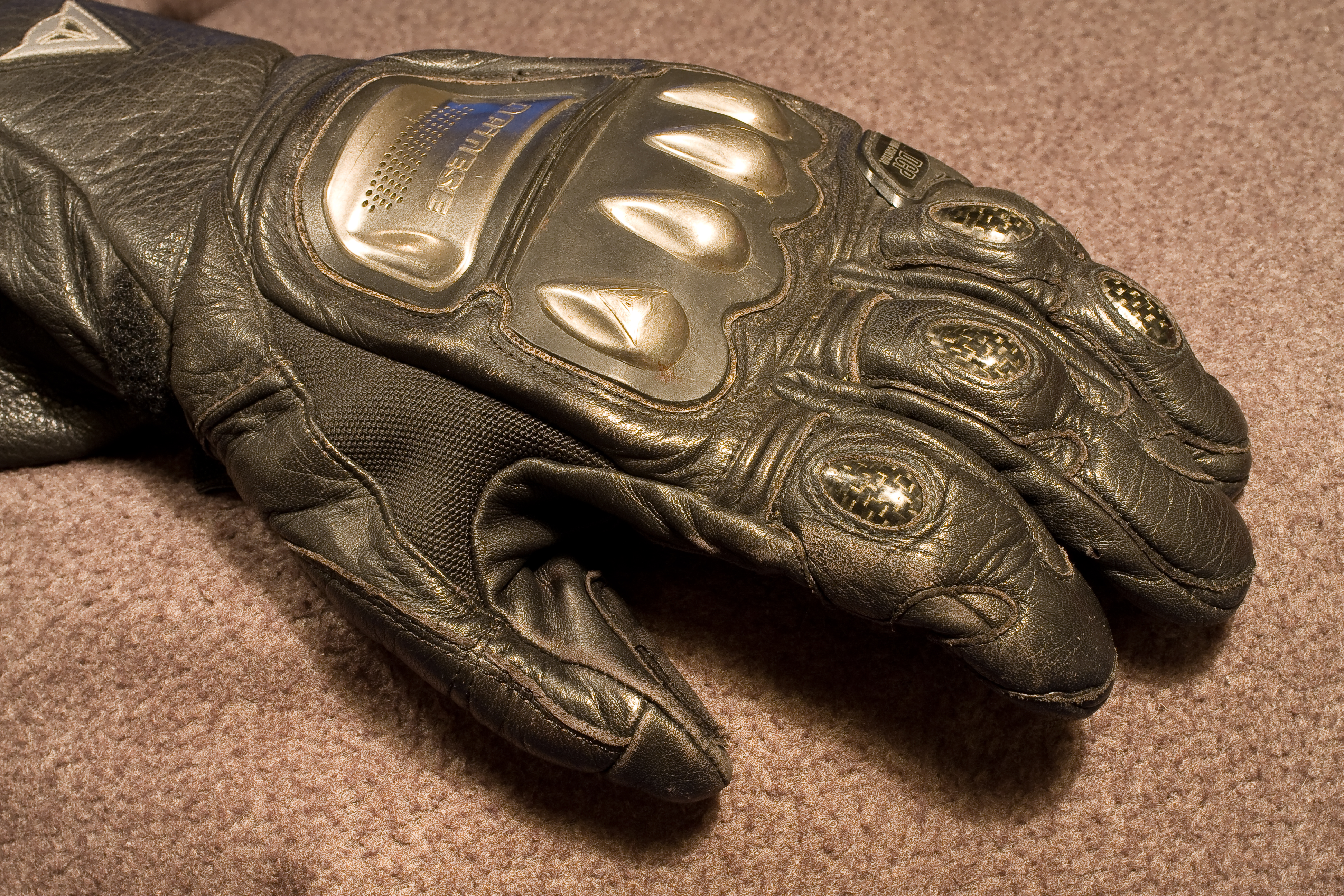
Szénszállal és titánbetétekkel erősített bőr versenykesztyű (Dainese)

A motoros kesztyű esés során kopásállóságával véd, így rendszerint bőrből készül, drágább modelleknél szénszál- és fémbetéttel. Emellett lényeges a kormánnyal való jó kontaktus, hogy a motor visszajelzéseit megfelelően közvetítse, ezért a tenyérrészt szokás finom szarvasbőrből készíteni. A bőr mellett a textilkesztyűk is elterjedtek (például offroad motorozáshoz). A leszakadás veszélye miatt a kisujjat olykor a gyűrűsujjhoz varrják.

## Csizma

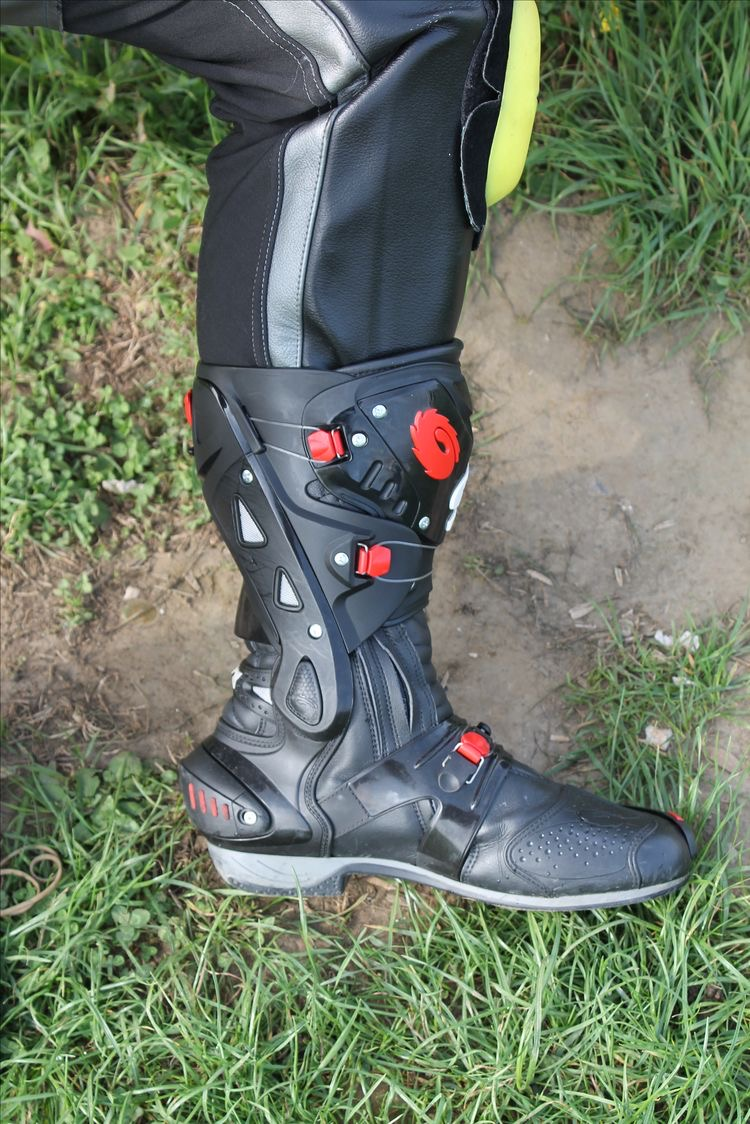
Motorkerékpáros csizma

A motoros csizma a kipufogó okozta égési sérülések, az útról felverődő törmelék, illetve bukás során a boka kicsavarodása és egyéb traumák ellen véd. Bőrből és műanyagokból készül, és a hangsúly a boka védelmén van. Egyéb szempont még a szellőzés és vízállóság. A versenycsizmák rendelkeznek cserélhető lábujj-koptatókkal. Az offroad-csizmák magasabb szárúak, robusztusabb kivitelűek.

## Protektorok
A protektorok a ruhába épített vagy külön is hordható védőfelszerelések, melyek bukáskor a traumát – a bukósisakhoz hasonlóan – deformálódásukkal csökkentik, illetve kiképzésükből adódóan gátolják a diszlokációt. Legelterjedtebbek a gerinc-, váll, könyök- és térdprotektorok, újabban nyak-, mell-, comb- és farprotektorokat is gyártanak. Felépítésük is a bukósisakhoz hasonló: egy ütéselnyelő polisztirolhab-magot keményebb héj takar. Szintén hasonlóság a sisakkal, hogy egyszeri ütközés ellen védenek, ezután cserére van szükség. Vásárlásukkor figyelni kell arra, hogy tökéletesen illeszkedjenek a testhez és a ruhához, mert ellenkező esetben elmozdulhatnak és akár fokozhatják is a sérülésveszélyt.
A vesevédő (melyet gyakran a gerincvédővel egybeépítenek) elsősorban nem a trauma, hanem a meghűlés ellen véd. Pálya- és utcai motorozáshoz főleg a ruhába épített, offroad motorozáshoz különálló protektorokat vagy protektoringet hordanak.

## Külső hivatkozások
- A légzsákos kabát feltalálójának honlapja
- Tesztmotor.hu – Molnár Dénes: Védőfelszerelés a MotoGP-ben (2009. november 2.)